# Alfaraz de Sayago
Alfaraz de Sayago település Spanyolországban,  Zamora tartományban. Alfaraz de Sayago Moraleja de Sayago, Ledesma, Almeida de Sayago, Peñausende, Santiz és Palacios del Arzobispo községekkel határos. Lakosainak száma 124 fő (2024).

## Népesség
A település lakosságának változását az alábbi diagram mutatja:
| Lakosok száma | 207  | 194  | 177  | 173  | 168  | 157  | 136  | 129  | 127  | 124  |
|               | 2001 | 2004 | 2007 | 2009 | 2012 | 2014 | 2017 | 2019 | 2022 | 2024 |